# Moonlight resonance
Moonlight resonance is een TVB-serie die op 28 juli 2008 begon op TVB Jade en TVB High Definition Jade. De serie is een vervolgserie van Heart Of Greed uit 2007. Het aantal acteurs is vrij groot ten opzichte van andere TVB-series. Andere grote TVB-series zijn Heart Of Greed, The Drive Of Live en Best Selling Secrets.
Moonlight resonance gaat hoofdzakelijk over de problemen in de families Chung en Gam, en de voortdurende strijd tussen de twee families.

## Rolverdeling
De familie Chung
| Acteur                   | Rol                            | Bijnamen                                           |
| ------------------------ | ------------------------------ | -------------------------------------------------- |
| Louise Lee Shirley Yeung | Chung Siu-Hor (鍾笑荷)         | Hor Ma (荷媽), Fei Yeh (肥嘢)                      |
| Susanna Kwan             | Chung Siu-Sa (鍾笑莎)          | Sa Yi (Sa姨), Ah Sa (阿Sa), Sa Sa, Thaam chien poh |
| Raymond Lam              | Gam Wing-Ho (甘永好)           | Goon Ga Tjai (管家仔), Ah Ho (阿好), Mai peng tjai |
| Tavia Yeung              | Suen Ho-Yuet (孫皓月)          | Lor Nui (攞女), Ah Yuet (阿月)                     |
| Fala Chen                | "Wing", Gam Wing-Heng (甘詠慶) | Ah Hing (阿慶), Nga moei                           |
| Louis Yuen               | Yuen Yan-Chi (袁恩賜)          | PaPa, Sok thoi                                     |
| Kate Tsui                | "Cammie" Low Ga-Mei (路嘉美)   | Geen nickname voorgekomen                          |
| Chow Chung               | Chung Fan Tat(鍾泛達)          | Tat Shuk (達叔)                                    |
| Dexter Yeung             | "Kelvin" Cheng Ga-Lok (鄭家樂) | Ah Lok (阿樂), Lok thai (樂仔)                     |

De familie Gam
| Acteur          | Rol                     | Bijnamen                                                   |
| --------------- | ----------------------- | ---------------------------------------------------------- |
| Ha Yu Jack Wu   | Gam Tai-Cho (甘泰祖)    | Joe Bao (Joe 飽)                                           |
| Michelle Yim    | Yan Hung (殷紅)         | Hong Cheh (紅姐), Hong Yi (紅姨)                           |
| Moses Chan      | Gam Wing-Ga (甘永家)    | Ja Gu (揸沽), Ah Ka (阿卡)                                 |
| Linda Chung     | Yu So-Sum (于素心)      | Yu So Chau (于素秋), Yau Teng Nui (油瓶女), Sum Nui (心女) |
| Chris Lai       | Gam Wing-Yuen (甘永圓)  | Ah Yuen (阿圓)                                             |
| Lee Heung Kam   | Sheh Kwan-Lai (佘君麗)  |                                                            |
| Vincent Wan     | Gam Wing-Chung (甘永中) | Zhong Jai (中仔)                                           |
| Fung So Bor     | Sheh Lai-Mui (佘麗梅)   |                                                            |
| Lei Seng Cheung | Mak You-Gong (麥友恭)   |                                                            |
| Liu Lai Lai     | Mrs. Bik (碧姐)         |                                                            |
| Lee Gang Nong   | Tim (權)                |                                                            |

Andere
| Acteur          | Rol                            | Bijnamen               |
| --------------- | ------------------------------ | ---------------------- |
| Bosco Wong      | Ling Chi-Shun (凌至信)         | Ling B (凌B)           |
| Wayne Lai       | Nin Chi-Yung (年子勇)          | Lian Zhi Yung (蓮子容) |
| Tracy Ip        | Ting Ting (婷 婷)              |                        |
| Lei Kwok Nin    | Yu Hak-Keung (于克強)          |                        |
| Claire Yiu      | Wing Lam (詠琳)                |                        |
| Eric Li         | "Eric" Cheung Chi Git (張至賢) |                        |
| Yeung Zheng Wah | Gam Tai-Chuen (甘泰全)         |                        |
| Chuk Man Kwan   | Shan Shui-Shuen (山水嬸)       |                        |
| Sheh Zi Ming    | Hor Gai (何雞)                 |                        |
| Fanny Ip        | Onbekend                       |                        |
| Lily Leung      | Onbekend                       |                        |
| Mary Hon        | Guen (娟)                      |                        |
| Amy Ng          | Sally                          |                        |
| Matt Yeung      | Onbekend                       |                        |
| Kitty Lau       | Onbekend                       |                        |

## Verhaal
De familie Gam is een succesvolle familie, die de Chinese bakkerij Ka Ho Yuet Yuen/家好月圓 bezit. Op een dag wordt de vader des huizes verliefd op een vrouw die in hun huis te gast is. Na een jaar besluiten ze het aan de familie te vertellen en gaat hij van zijn vrouw scheiden. De zes kinderen die ze hebben, verdelen ze. Ieder krijgt drie kinderen mee.
Twaalf jaar later is de vader van de drie kinderen zeer rijk en heeft hij vele bakkerijen in zijn bezit. Ook zijn overal in Hongkong advertenties van zijn bakkerij te zien.
Best selling secrets 同事三分親 · Legend of the demigods 搜神傳 · Wars of in-laws II 野蠻奶奶大戰戈師奶 · Wasabi mon amour 和味濃情 · The master of tai chi 太極 · A journey called life 金石良缘 · The silver chamber of sorrows 銀樓金粉 · The money-maker recipe 師奶股神 · Dressage to win 盛裝舞步愛作戰 · Speech of silence 甜言蜜語 · When a dog loves a cat 當狗愛上貓 · Your class or mine 尖子攻略 · The four 少年四大名捕 · Survivor's law II 律政新人王II · The gentle crackdown II 秀才愛上兵 · The seventh day 最美麗的第七天 · D.I.E. 古靈精探 · Catch me now 原來愛上賊 · Forensic heroes II 法證先鋒II · Love exchange 疑情別戀 · Last one standing 與敵同行 · Moonlight resonance 溏心風暴之家好月圓 · The gem of life 珠光寶氣 · When Easterly Showers Fall on the Sunny West 東山飄雨西關晴 · Off pedder 畢打自己人 · Pages of treasures Click入黃金屋